# Frank Woolley
Pour les articles homonymes, voir Woolley.
Frank Edward Woolley est un joueur de cricket international anglais né le 27 mai 1887 à Tonbridge dans le Kent et décédé le 18 octobre 1978 à Chester au Canada. All-rounder au sein du Kent County Cricket Club de 1906 à 1938, il dispute soixante-quatre test-matchs avec l'équipe d'Angleterre entre 1909 et 1934. Il marque plus de cinquante-huit mille runs au cours de sa carrière en first-class cricket, le deuxième meilleur total de tous les temps derrière Sir Jack Hobbs.

## Bilan sportif

### Principales équipes
|            | Test        |
| ---------- | ----------- |
| Angleterre | 1909 - 1934 |
|            | First-class |
| Kent       | 1906 -1938  |

### Statistiques
En first-class cricket, Frank Woolley marque 58 959 runs au cours de sa carrière. Seul Jack Hobbs, avec un peu plus de 61 000, a fait mieux. Il réussit également à prendre 2 068 wickets— soit autant d'éliminations d'adversaires — dans cette forme de jeu. Il est le seul joueur non-gardien de guichet à avoir effectué plus de mille catches au cours de sa carrière en first-class cricket.

## Honneurs
- Un des cinq Wisden Cricketer of the Year de l'année 1911.
- Walter Lawrence Trophy en 1934.
- Membre de l'ICC Cricket Hall of Fame depuis 2009 (membre inaugural)[3].